# 2010-es FIA GT1 cseh nagydíj

A brnói Masaryk Circuit.

Az FIA GT1 cseh nagydíj egy autóverseny amit a Csehországi Brnóban található Masaryk Circuit pályán tartottak a 2010. május 21–23. hétvégén. Egyben ez a 2010-es FIA GT1 világbajnokság harmadik futama. A brnói pályán a bajnokság elődje, az FIA GT Bajnokság 2008-ban rendezett utoljára futamot. A GT1 bajnokságon kívül ugyanekkor rendezett futamot ugyanitt az FIA GT3 Európa-bajnokság, az Olasz Porsche Carrera Kupa és a Lamborghini Blancpain Super Trofeo.

## Időmérő

### Végeredmény
Az első pilótának minősített versenyző az első és harmadik edzésen vezet, a második versenyző a második szabadedzésen vezet, a két pilóta közül a jobb időt elérő pilóta vesz rész az időmérő edzésen.
| Pozíció | #  | Első pilóta           | Csapat                          | Első edzés | Második edzés | Harmadik edzés | Rajthely |
| Pozíció | #  | Második pilóta        | Csapat                          | Első edzés | Második edzés | Harmadik edzés | Rajthely |
| ------- | -- | --------------------- | ------------------------------- | ---------- | ------------- | -------------- | -------- |
| 1       | 1  | Andrea Bertolini      | Vitaphone Racing Team           | 1:56.080   | 1:56.278      | 1:55.441       | 1        |
| 1       | 1  | Michael Bartels       | Vitaphone Racing Team           | 1:56.080   | 1:56.278      | 1:55.441       | 1        |
| 2       | 2  | Enrique Bernoldi      | Vitaphone Racing Team           | 1:56.801   | 1:56.761      | 1:55.836       | 2        |
| 2       | 2  | Miguel Ramos          | Vitaphone Racing Team           | 1:56.801   | 1:56.761      | 1:55.836       | 2        |
| 3       | 7  | Tomáš Enge            | Young Driver AMR                | 1:56.170   | 1:56.883      | 1:56.304       | 3        |
| 3       | 7  | Darren Turner         | Young Driver AMR                | 1:56.170   | 1:56.883      | 1:56.304       | 3        |
| 4       | 23 | Michael Krumm         | Sumo Power GT                   | 1:56.197   | 1:56.999      | 1:56.312       | 4        |
| 4       | 23 | Peter Dumbreck        | Sumo Power GT                   | 1:56.197   | 1:56.999      | 1:56.312       | 4        |
| 5       | 11 | Xavier Maassen        | Mad-Croc Racing                 | 1:57.035   | 1:56.400      | 1:56.543       | 5        |
| 5       | 11 | Mike Hezemans         | Mad-Croc Racing                 | 1:57.035   | 1:56.400      | 1:56.543       | 5        |
| 6       | 38 | Nicky Pastorelli      | All-Inkl.com Münnich Motorsport | 1:56.895   | 1:56.931      | 1:56.983       | 6        |
| 6       | 38 | Dominik Schwager      | All-Inkl.com Münnich Motorsport | 1:56.895   | 1:56.931      | 1:56.983       | 6        |
| 7       | 33 | Alexandros Margaritis | Triple H Team Hegersport        | 1:57.559   | 1:57.349      | 1:56.984       | 7        |
| 7       | 33 | Altfrid Heger         | Triple H Team Hegersport        | 1:57.559   | 1:57.349      | 1:56.984       | 7        |
| 8       | 40 | Bas Leinders          | Marc VDS Racing Team            | 1:57.373   | 1:57.029      | No Time        | 8        |
| 8       | 40 | Maxime Martin         | Marc VDS Racing Team            | 1:57.373   | 1:57.029      | No Time        | 8        |
| 9       | 9  | Frédéric Makowiecki   | Hexis AMR                       | 1:56.705   | 1:57.385      |                | 9        |
| 9       | 9  | Stéphane Sarrazin     | Hexis AMR                       | 1:56.705   | 1:57.385      |                | 9        |
| 10      | 5  | Romain Grosjean       | Matech Competition              | 1:56.247   | 1:57.474      |                | 10       |
| 10      | 5  | Thomas Mutsch         | Matech Competition              | 1:56.247   | 1:57.474      |                | 10       |
| 11      | 34 | Matteo Bobbi          | Triple H Team Hegersport        | 1:56.364   | 1:57.488      |                | 11       |
| 11      | 34 | Bert Longin           | Triple H Team Hegersport        | 1:56.364   | 1:57.488      |                | 11       |
| 12      | 13 | Štefan Rosina         | Phoenix Racing / Carsport       | 1:56.700   | 1:58.291      |                | 12       |
| 12      | 13 | Marc Hennerici        | Phoenix Racing / Carsport       | 1:56.700   | 1:58.291      |                | 12       |
| 13      | 10 | Jonathan Hirschi      | Hexis AMR                       | 1:57.191   | 1:57.686      |                | 13       |
| 13      | 10 | Clivio Piccione       | Hexis AMR                       | 1:57.191   | 1:57.686      |                | 13       |
| 14      | 8  | Stefan Mücke          | Young Driver AMR                | 1:56.365   | 1:57.884      |                | 14       |
| 14      | 8  | Christoffer Nygaard   | Young Driver AMR                | 1:56.365   | 1:57.884      |                | 14       |
| 15      | 3  | Karl Wendlinger       | Swiss Racing Team               | 1:57.452   | 1:58.667      |                | 15       |
| 15      | 3  | Henri Moser           | Swiss Racing Team               | 1:57.452   | 1:58.667      |                | 15       |
| 16      | 12 | Pertti Kuismanen      | Mad-Croc Racing                 | 1:56.753   | 2:01.575      |                | 16       |
| 16      | 12 | Mika Salo             | Mad-Croc Racing                 | 1:56.753   | 2:01.575      |                | 16       |
| 17      | 4  | Seiji Ara             | Swiss Racing Team               | 1:57.649   |               |                | 17       |
| 17      | 4  | Max Nilsson           | Swiss Racing Team               | 1:57.649   |               |                | 17       |
| 18      | 41 | Markus Palttala       | Marc VDS Racing Team            | 1:57.778   |               |                | 18       |
| 18      | 41 | Renaud Kuppens        | Marc VDS Racing Team            | 1:57.778   |               |                | 18       |
| 19      | 24 | Peter Kox             | Reiter                          | 1:57.902   |               |                | 19       |
| 19      | 24 | Christopher Haase     | Reiter                          | 1:57.902   |               |                | 19       |
| 20      | 37 | Marc Basseng          | All-Inkl.com Münnich Motorsport | 1:58.141   |               |                | 20       |
| 20      | 37 | Thomas Jäger          | All-Inkl.com Münnich Motorsport | 1:58.141   |               |                | 20       |
| 21      | 22 | Warren Hughes         | Sumo Power GT                   | 1:58.599   |               |                | 21       |
| 21      | 22 | Jamie Campbell-Walter | Sumo Power GT                   | 1:58.599   |               |                | 21       |
| 22      | 25 | Frank Kechele         | Reiter                          | 1:58.658   |               |                | 22       |
| 22      | 25 | Jan Denis             | Reiter                          | 1:58.658   |               |                | 22       |
| 23      | 6  | Rahel Frey            | Matech Competition              | 2:00.211   |               |                | 23       |
| 23      | 6  | Cyndie Allemann       | Matech Competition              | 2:00.211   |               |                | 23       |

## Versenyek

### Kvalifikálóverseny

#### Végeredmény
| Pozíció | #  | Csapat                          | Pilóták                               | Gyártó       | Körök | Idő/Kiesés oka |
| ------- | -- | ------------------------------- | ------------------------------------- | ------------ | ----- | -------------- |
| 1       | 1  | Vitaphone Racing Team           | Michael Bartels Andrea Bertolini      | Maserati     | 30    |                |
| 2       | 7  | Young Driver AMR                | Tomáš Enge Darren Turner              | Aston Martin | 30    | +4.608         |
| 3       | 23 | Sumo Power GT                   | Peter Dumbreck Michael Krumm          | Nissan       | 30    | +11.312        |
| 4       | 38 | All-Inkl.com Münnich Motorsport | Nicky Pastorelli Dominik Schwager     | Lamborghini  | 30    | +19.652        |
| 5       | 11 | Mad-Croc Racing                 | Xavier Maassen Mike Hezemans          | Corvette     | 30    | +25.755        |
| 6       | 5  | Matech Competition              | Thomas Mutsch Romain Grosjean         | Ford         | 30    | +26.372        |
| 7       | 2  | Vitaphone Racing Team           | Miguel Ramos Enrique Bernoldi         | Maserati     | 30    | +26.442        |
| 8       | 9  | Hexis AMR                       | Stéphane Sarrazin Frédéric Makowiecki | Aston Martin | 30    | +27.388        |
| 9       | 10 | Hexis AMR                       | Clivio Piccione Jonathan Hirschi      | Aston Martin | 30    | +38.563        |
| 10      | 34 | Triple H Team Hegersport        | Bert Longin Matteo Bobbi              | Maserati     | 30    | +39.274        |
| 11      | 8  | Young Driver AMR                | Stefan Mücke Christoffer Nygaard      | Aston Martin | 30    | +39.995        |
| 12      | 3  | Swiss Racing Team               | Karl Wendlinger Henri Moser           | Nissan       | 30    | +46.564        |
| 13      | 33 | Triple H Team Hegersport        | Altfrid Heger Alexandros Margaritis   | Maserati     | 30    | +47.177        |
| 14      | 37 | All-Inkl.com Münnich Motorsport | Marc Basseng Thomas Jäger             | Lamborghini  | 30    | +57.793        |
| 15      | 4  | Swiss Racing Team               | Max Nilsson Seiji Ara                 | Nissan       | 30    | +58.160        |
| 16      | 40 | Marc VDS Racing Team            | Bas Leinders Maxime Martin            | Ford         | 30    | +1:20.927      |
| 17      | 13 | Phoenix Racing / Carsport       | Marc Hennerici Štefan Rosina          | Corvette     | 30    | +1:23.343      |
| 18      | 41 | Marc VDS Racing Team            | Renaud Kuppens Markus Paltalla        | Ford         | 30    | +1:26.647      |
| 19      | 12 | Mad-Croc Racing                 | Pertti Kuismanen Mika Salo            | Corvette     | 30    | +1:36.642      |
| 20      | 25 | Reiter                          | Frank Kechele Jan Denis               | Lamborghini  | 30    | +1:40.271      |
| 21      | 22 | Sumo Power GT                   | Warren Hughes Jamie Campbell-Walter   | Nissan       | 29    | +1 Kör         |
| 22      | 6  | Matech Competition              | Cyndie Allemann Rahel Frey            | Ford         | 29    | +1 Kör         |
| Ni      | 24 | Reiter                          | Peter Kox Christpher Haase            | Lamborghini  | -     | Nem indultak   |

### Bajnokiverseny

#### Végeredmény
| Pozíció | #  | Csapat                          | Pilóták                               | Gyártó       | Körök | Idő/Kiesés oka |
| ------- | -- | ------------------------------- | ------------------------------------- | ------------ | ----- | -------------- |
| 1       | 5  | Matech Competition              | Thomas Mutsch Romain Grosjean         | Ford         | 28    |                |
| 2       | 7  | Young Driver AMR                | Tomáš Enge Darren Turner              | Aston Martin | 28    | +0.717         |
| 3       | 23 | Sumo Power GT                   | Peter Dumbreck Michael Krumm          | Nissan       | 28    | +0.966         |
| 4       | 10 | Hexis AMR                       | Clivio Piccione Jonathan Hirschi      | Aston Martin | 28    | +1.553         |
| 5       | 1  | Vitaphone Racing Team           | Michael Bartels Andrea Bertolini      | Maserati     | 28    | +1.766         |
| 6       | 2  | Vitaphone Racing Team           | Miguel Ramos Enrique Bernoldi         | Maserati     | 28    | +9.057         |
| 7       | 38 | All-Inkl.com Münnich Motorsport | Nicky Pastorelli Dominik Schwager     | Lamborghini  | 28    | +13.285        |
| 8       | 13 | Phoenix Racing / Carsport       | Marc Hennerici Štefan Rosina          | Corvette     | 28    | +16.713        |
| 9       | 9  | Hexis AMR                       | Stéphane Sarrazin Frédéric Makowiecki | Aston Martin | 28    | +20.874        |
| 10      | 3  | Swiss Racing Team               | Karl Wendlinger Henri Moser           | Nissan       | 28    | +22.662        |
| 11      | 34 | Triple H Team Hegersport        | Bert Longin Matteo Bobbi              | Maserati     | 28    | +25.676        |
| 12      | 12 | Mad-Croc Racing                 | Pertti Kuismanen Mika Salo            | Corvette     | 28    | +1:06.895      |
| 13      | 37 | All-Inkl.com Münnich Motorsport | Marc Basseng Thomas Jäger             | Lamborghini  | 28    | +1:11.556      |
| 14      | 4  | Swiss Racing Team               | Max Nilsson Seiji Ara                 | Nissan       | 28    | +1:22.331      |
| 15      | 41 | Marc VDS Racing Team            | Renaud Kuppens Markus Paltalla        | Ford         | 28    | +1:29.553      |
| 16      | 11 | Mad-Croc Racing                 | Xavier Maassen Mike Hezemans          | Corvette     | 28    | +1:42.367      |
| 17      | 22 | Sumo Power GT                   | Warren Hughes Jamie Campbell-Walter   | Nissan       | 27    | +1 Kör         |
| 18      | 6  | Matech Competition              | Cyndie Allemann Rahel Frey            | Ford         | 27    | +1 Kör         |
| 19 Ki   | 25 | Reiter                          | Frank Kechele Jan Denis               | Lamborghini  | 20    |                |
| 20 Ki   | 8  | Young Driver AMR                | Stefan Mücke Christoffer Nygaard      | Aston Martin | 12    |                |
| 21 Ki   | 33 | Triple H Team Hegersport        | Altfrid Heger Alexandros Margaritis   | Maserati     | 8     |                |
| 22 Ki   | 40 | Marc VDS Racing Team            | Bas Leinders Maxime Martin            | Ford         | 8     |                |
| Ni      | 24 | Reiter                          | Peter Kox Christpher Haase            | Lamborghini  | -     | Nem indultak   |

### Bajnokság állása a verseny után
Pilóták bajnoki állása
| Pozíció | Pilót(a/ák)                      | Pontok |
| ------- | -------------------------------- | ------ |
| 1       | Romain Grosjean Thomas Mutsch    | 56     |
| 2       | Michael Bartels Andrea Bertolini | 44     |
| 3       | Marc Hennerici                   | 30     |
| 4       | Frédéric Makowiecki              | 28     |
| 5       | Andreas Zuber                    | 26     |

Csapatok bajnoki állása
| Pozíció | Csapat                    | Pontok |
| ------- | ------------------------- | ------ |
| 1       | Vitaphone Racing Team     | 60     |
| 2       | Matech Competition        | 56     |
| 3       | Hexis AMR                 | 46     |
| 4       | Phoenix Racing / Carsport | 45     |
| 5       | Sumo Power GT             | 44     |